# East Lindsey
East Lindsey ist ein District in der Grafschaft Lincolnshire in England. Mit einer Fläche von 1760 km² ist es der fünftgrößte Englands. Verwaltungssitz ist das Dorf Manby. Weitere bedeutende Orte sind Alford, Donington on Bain, Horncastle, Louth, Mablethorpe, Skegness und Woodhall Spa.
Der Bezirk wurde am 1. April 1974 gebildet und entstand aus der Fusion des Municipal Borough Louth, der Urban Districts Alford, Horncastle, Mablethorpe and Sutton, Skegness und Woodhall sowie der Rural Districts Horncastle, Louth und Spilsby. Diese gehörten zuvor alle zu Lindsey, einer von 1889 bis 1974 bestehenden Verwaltungsgrafschaft.
Koordinaten: 53° 15′ N, 0° 3′ W